# Shaun Toub

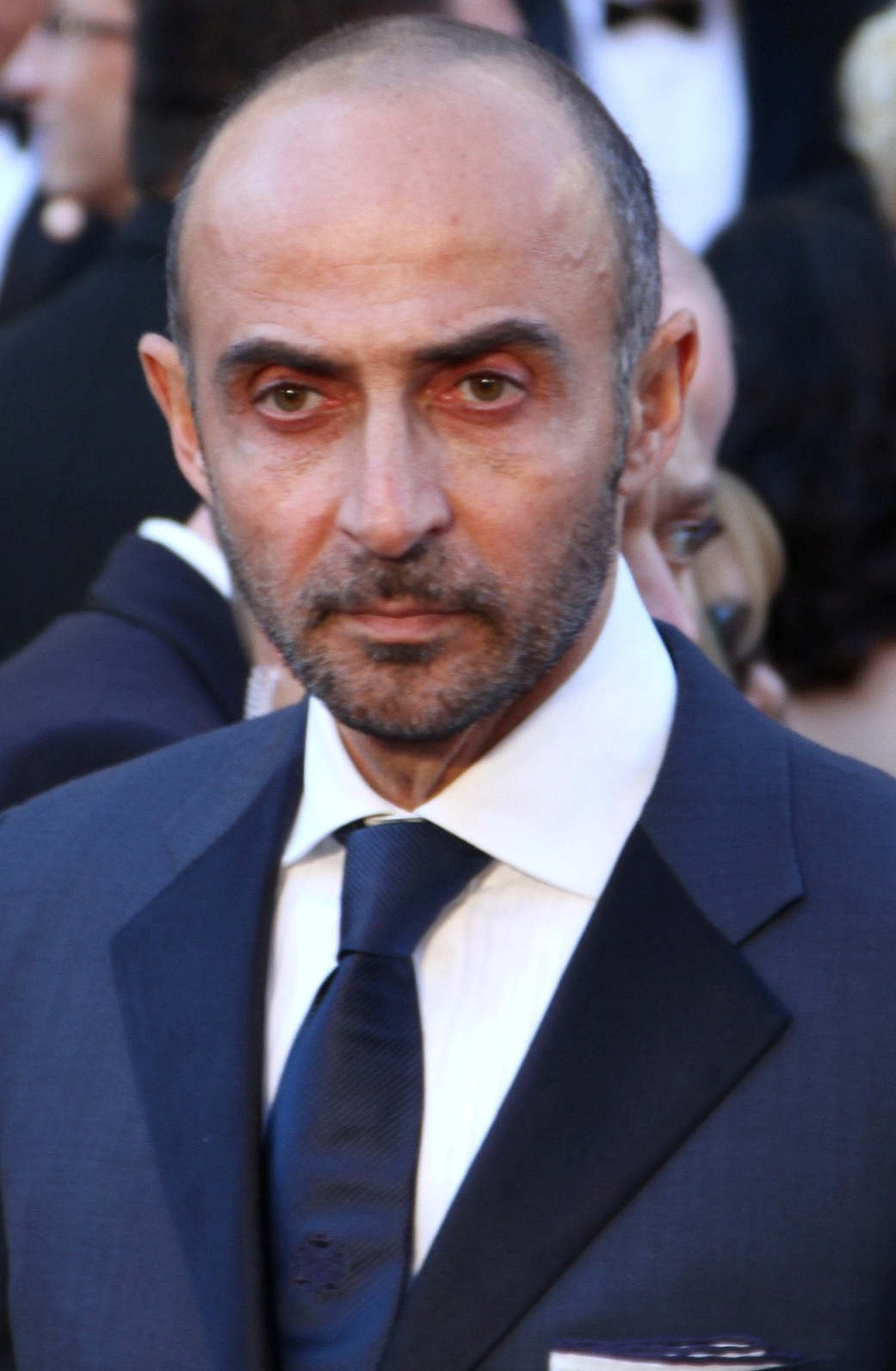
Shaun Toub (2011)

Shaun Toub (persisch شان طوب‎; * 15. Februar 1958 in Teheran) ist ein iranisch-US-amerikanischer Schauspieler.

## Leben
Shaun Toubs erste Rolle für einen Fernsehfilm erhielt er 1988 in Die Pyramide des Todes. Es folgten zahlreiche Auftritte in Fernsehserien. 1993 erhielt Toub seine erste Rolle für einen Kinofilm, der unter dem Titel Hot Shots! Der 2. Versuch veröffentlicht wurde.
In jüngerer Zeit spielte Toub in bekannteren und finanziell erfolgreichen Filmen mit. 2007 trat er in Der Krieg des Charlie Wilson auf, wurde dort jedoch nicht im Abspann genannt. Im folgenden Jahr erhielt er eine Nebenrolle für den Film Iron Man und spielte dort zusammen mit Robert Downey Jr. einen Wissenschaftler, der sich in afghanischer Geiselhaft befindet und dort den Tod findet. 2013 kehrte er in einer Rückblende mit einem Cameo-Auftritt in Iron Man 3 in das Iron-Man-Franchise zurück, wo er erneut den Wissenschaftler Yinsen verkörperte.
Im Jahr 2010 spielte Toub in Die Legende von Aang mit. Der Film hatte am 19. August 2010 Premiere.
Shaun Toub lebt in Los Angeles.

## Filmografie (Auswahl)
- 1988: Die Pyramide des Todes (Out of Time, Fernsehfilm)
- 1990: Colombo: Mord nach Termin (Agenda for Murder, Fernsehfilm)
- 1991: Before the Storm (Fernsehfilm)
- 1993: Ich will mein Kind! (Fernsehfilm)
- 1993: Hot Shots! Der zweite Versuch (Hot Shots! Part Deux)
- 1995: Bad Boys – Harte Jungs (Bad Boys)
- 1996: Frage nicht nach morgen! (Suddenly; Fernsehfilm)
- 1997: Tango gefällig? (Out to Sea)
- 1997: Seinfeld (Fernsehserie, Episode 9x08)
- 1997: Steel Sharks – Überleben ist ihr Ziel (Steel Sharks)
- 1999: Stigmata
- 2002: Maryam
- 2003: Underground
- 2004: L.A. Crash
- 2006: Es begab sich aber zu der Zeit … (The Nativity Story)
- 2006: The Path to 9/11 – Wege des Terrors (The Path to 9/11)
- 2007: Drachenläufer (The Kite Runner)
- 2007: Der Krieg des Charlie Wilson (Charlie Wilson’s War)
- 2008: Iron Man
- 2010: Die Legende von Aang (The Last Airbender)
- 2011: Set Up
- 2013: Iron Man 3
- 2013–2017: Homeland (Fernsehserie, 10 Episoden)
- 2014: Stretch
- 2015: The Blacklist (Fernsehserie, eine Episode)
- 2016: War Dogs
- 2017: Scandal (Fernsehserie, 2 Episoden)
- seit 2020: Teheran (Fernsehserie)
- 2020: Ghosts of War
- 2020–2021: Snowpiercer (Fernsehserie, 8 Episoden)